# Старо језгро Банатског Новог Села
Старо језгро Банатског Новог Села представља непокретно културно добро као просторна културно-историјска целина од великог значаја.
У центру насеља насталог планским захватом према утврђеној шеми и садржају, на раскршћу главних улица које чине осовину ортогоналног растера уличне мреже ситуирани су, као угаони или паралелно са регулационом линијом, објекти јавног садржаја: румунска и српска православна црква, седиште месних пароха, месна канцеларија, стара и нова школа, свратиште са магацинским простором и капијом између, и два споменика; палим ратницима у Првом светском рату са посветом Војислава Илића Млађег из 1923. године и палим у Другом светском рату из 1954. године. 
Румунска црква, на јужној страни улице повучена од регулационе линије за предњи део порте, зидана је у барокном стилу високог и декоративног торња и богате малтерске пластике. Архитектонски сиромашнија и млађа по настанку је српска црква, на угаоној позицији повучена од регулационе линије обеју улица, зидана са одликама класицизма 1877. године. Улични фронт прати приземна зграда црквене општине, стара школска зграда подигнута као типичан пример школског објекта свога доба класицистички упрошћене фасаде, док је зграда некадашњег свратишта угаона, приземна двоводног крова покривеног бибер црепом. Војнограничарска зграда, некадашња општина, а сада месна канцеларија је масивно зидана опеком и крова покривеног бибер црепом. 
Међусобни односи објеката, њихове појединачне архитектонске вредности, локација и уједначеност историјских и стилских обележја чине овај амбијент типичним за села јужног Баната којем и извесна одступања дају специфичну просторну ноту.